# Кресненска падина
Кресненската падина (на английски: Kresna Gully) е надлъжна депресия със силно напукана повърхност в ледника Перуника на остров Ливингстън, един от Южните Шетландски острови в Антарктика. Дължината ѝ е 2,7 km.

## Местоположение
Кресненската падина се простира от връх Резен в западна посока до източния ъгъл на залива Емона, разположен 3,15 km североизточно от нос Хесперидес и на 1,21 km на юг-югоизток от нос Алеко.
Географски координати на средната ѝ точка: 62°37′33″ ю. ш. 60°18′10″ з. д. / 62.625833° ю. ш. 60.302778° з. д.

## Произход на името
Наименувана е на българския град Кресна и Кресненския пролом на река Струма.

## Картографиране
Испанско картографиране от 1991 година на района от Servicio Geográfico del Ejército.
Българско топографско проучване през 1995/1996 година и българско картографиране от 1996, 2005 и 2009 година.

## Карти
- Isla Livingston: Península Hurd. Mapa topográfico de escala 1:25000. Madrid: Servicio Geográfico del Ejército, 1991. (Map reproduced on p. 16 of the linked work)
- L.L. Ivanov. Livingston Island: Central-Eastern Region. Scale 1:25000 topographic map.  Sofia: Antarctic Place-names Commission of Bulgaria, 1996.
- L.L. Ivanov et al. Antarctica: Livingston Island and Greenwich Island, South Shetland Islands. Scale 1:100000 topographic map. Sofia: Antarctic Place-names Commission of Bulgaria, 2005.
- L.L. Ivanov. Antarctica: Livingston Island and Greenwich, Robert, Snow and Smith Islands. Scale 1:120000 topographic map.  Troyan: Manfred Wörner Foundation, 2009.  ISBN 978-954-92032-6-4
- Antarctic Digital Database (ADD). Scale 1:250000 topographic map of Antarctica. Scientific Committee on Antarctic Research (SCAR). Since 1993, regularly upgraded and updated.
- L.L. Ivanov. Antarctica: Livingston Island and Smith Island. Scale 1:100000 topographic map. Manfred Wörner Foundation, 2017. ISBN 978-619-90008-3-0